# Pierre-Joseph Olive
 (septembre 2022).
Si vous disposez d'ouvrages ou d'articles de référence ou si vous connaissez des sites web de qualité traitant du thème abordé ici, merci de compléter l'article en donnant les références utiles à sa vérifiabilité et en les liant à la section « Notes et références ».
Pour les articles homonymes, voir Olive (homonymie).

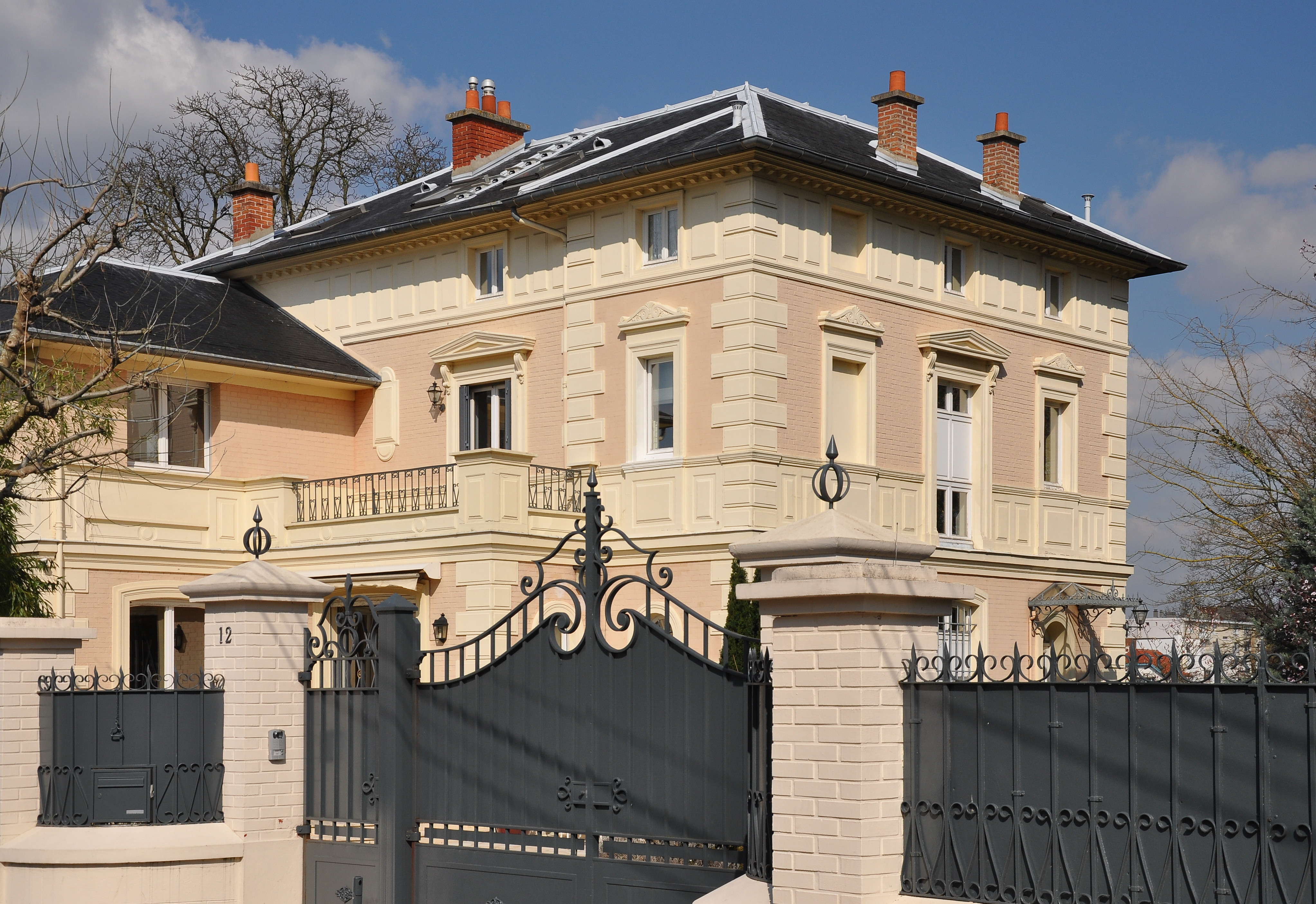
Villa Olivia située au Vésinet, dans les Yvelines, France, œuvre de Pierre-Joseph Olive.

Pierre Joseph Olive, né le 21 juin 1817 à Biot et mort le 14 août 1899 dans la même ville, est un architecte français. 

## Biographie
Marié à Clémence Patenotte, il est le père de Joseph Armand (Paris, 9 octobre 1853 - Paris, 4 janvier 1901) et de Gustave Olive (Paris, 23 mars 1856 - Paris,1er mai 1930), eux-mêmes architectes (Société centrale des architectes 1887).

## Réalisations
Pierre Joseph Olive conçoit et construit de nombreux immeubles à Paris et à Bruxelles et collabore à la création du Vésinet (1856).
Il réalise, notamment, un immeuble 95 boulevard Beaumarchais (1854), plusieurs villas au Vésinet (1858-1866), et une à Baden-Baden, commandée par Ivan Tourguéniev (1865), les immeubles des 3, 4, 6, 8 et 10 de l’avenue Victor-Hugo (1865-1868), la majorité des immeubles, côtés pair et impair de la rue de Berne avec l’entrepreneur constructeur J.B.A. Mosnier (entre 1869 et 1872). Il érige, avenue Foch, la villa Desgranges (1875) qui deviendra le musée d’Ennery. En 1880 il remanie l'hôtel particulier qui abrite aujourd'hui la bibliothèque Louise Walser-Gaillard, 26 rue Chaptal. 
Primé au concours de façade Aux Nouveaux Boulevards, à Bruxelles (1875), il y édifie le Grand Hôtel et plusieurs immeubles, boulevard du Centre et rue Grétry (1874-1878), également avec J.B.A. Mosnier. On lui doit encore diverses constructions rue Taylor, rue de Monceau et rue Chaptal (entre 1879 et 1882). 
Il participe au concours de l’Opéra de Paris (1861) et propose avec Paul Bénard un projet de rajeunissement du jardin des Tuileries et de reconstruction du palais (1880). Il est qualifié, par certains auteurs, d’architecte néoclassique.
À partir des années 1880, il partage son temps entre Paris et Biot, où il agrandit la « maison Olive » et reconstruit l’école de garçons.
La « maison Olive » a été édifiée au XVIIIe siècle et remaniée par Joseph II Olive, père de Pierre-Joseph. Elle a été acquise par la municipalité de Biot en 2020 qui projette d'y réaliser un musée du Verre,.

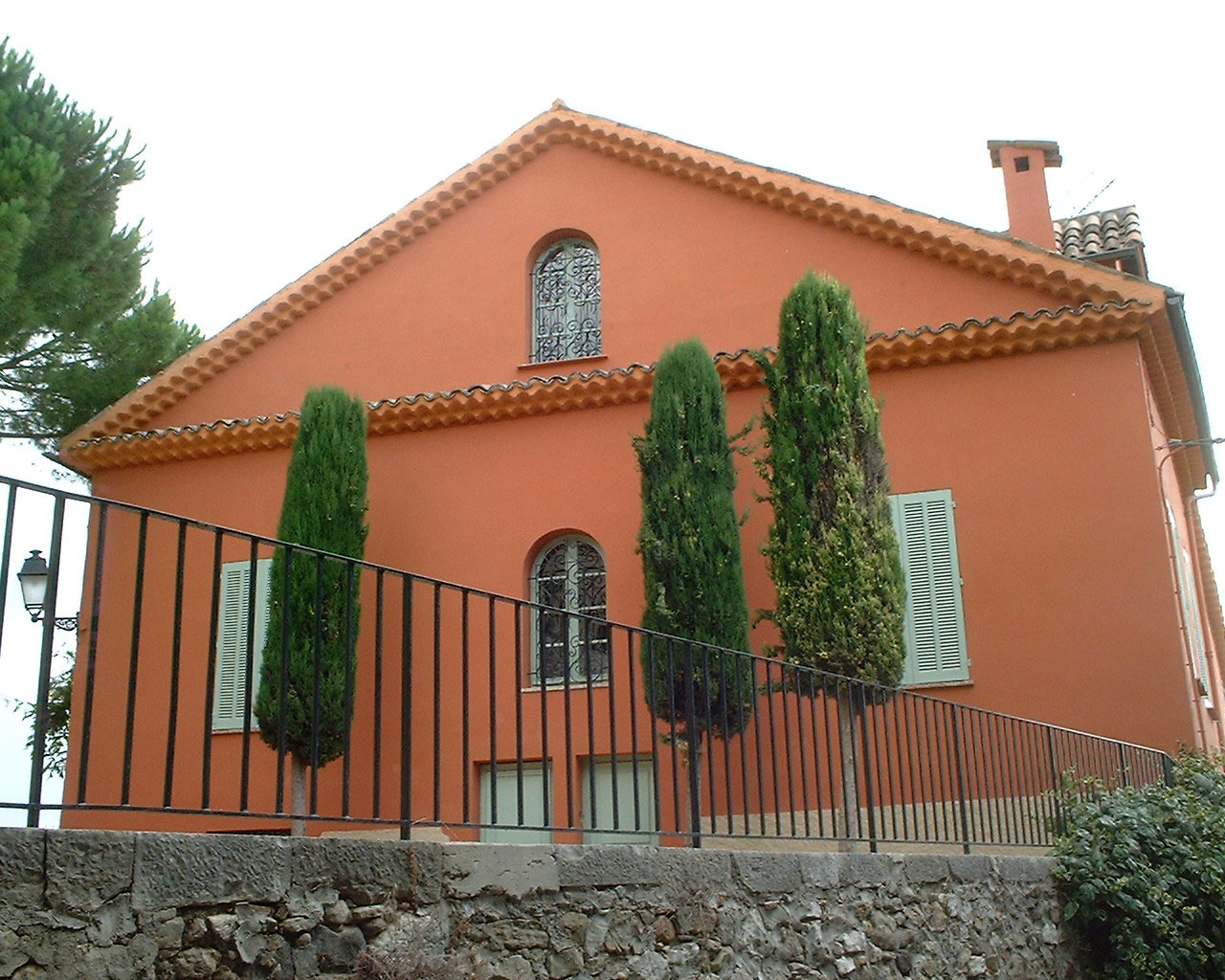
La maison Olive rue du Barri à Biot